# Jack Taylor
Jack Taylor (n. 31 ianuarie 1931, Akron, Ohio, SUA – d. 30 mai 1955, Guantanamo Bay Naval Base⁠(d), Guantánamo Province⁠(d), Cuba) a fost un înotător ce a reprezentat Statele Unite ale Americii, medaliat olimpic. A participat la o ediție a Jocurilor Olimpice (1952) în care a câștigat două medalii de bronz.